# Пазители на Галактиката: Втора част
„Пазители на Галактиката: Втора част“ (на английски: Guardians of the Galaxy Vol. 2) е американско фентъзи от 2017 г., базиран на едноименните персонажи на Марвел Комикс и продължение на „Пазители на Галактиката“ от 2014 г. Режисьор и сценарист е Джеймс Гън. Това е петнайсетият филм в киновселената на Марвел.

## Резюме
Пазителите продължават с приключенията си, докато пътуват за най-далечните точки в космоса. Те трябва да се борят, за да запазват новосъздаденото си семейство и да разкриват мистерията зад произхода на Куил. Стари врагове се превръщат в нови съюзници и една енигматична фигура навлиза в живота на Пазителите, за да изпълни мечтата си.

## Актьорски състав
| Актьор            | Роля                            |
| ----------------- | ------------------------------- |
| Крис Прат         | Питър Куил / Звездния повелител |
| Зоуи Салдана      | Гамора                          |
| Дейв Батиста      | Дракс Разрушителя               |
| Брадли Купър      | Енотът Рокет (глас)             |
| Вин Дизел         | Грут (глас)                     |
| Пом Клементиеф    | Мантис                          |
| Майкъл Рукър      | Йонду Удонта                    |
| Карън Гилън       | Небюла                          |
| Шон Гън           | Краглин Обфонтери               |
| Кърт Ръсел        | Его                             |
| Елизабет Дебики   | Ейша                            |
| Крис Съливан      | Тейзърфейс                      |
| Лора Хадък        | Меридит Куил                    |
| Силвестър Сталоун | Стакар Огорд / Стархоук         |
| Мишел Йо          | Алета Огорд / Стархоук          |
| Майкъл Роузенбаум | Мартинекс Т'Нага                |
| Винг Реймс        | Чарли-27                        |
| Майли Сайръс      | Мейнфрейм (глас)                |
| Сет Грийн         | Патока Хауърд                   |
| Кучето Фред       | Козмо                           |
| Бен Браудър       | Соверенски Адмирал              |
| Джеф Голдблум     | Великия Господар                |
| Грег Хенри        | Джейсън Куил                    |
| Дейвид Хаселхоф   | Себе си                         |
| Стан Лий          | Информатор на Наблюдателите     |

## В България
В България филмът е излъчен на 13 септември 2020 г. по Нова телевизия с български войсоувър дублаж. Екипът се състои от:
| Озвучаващи артисти  | Христо Узунов Николай Николов Даниела Йорданова Йорданка Илова Силвия Русинова Васил Бинев |
| Тонрежисьор         | Бисер Пачев                                                                                |
| Режисьор на дублажа | Димитър Кръстев                                                                            |